# Ngân hàng thương mại cổ phần Việt Nam Thương Tín
Ngân hàng Thương mại Cổ phần Việt Nam Thương Tín (tên gọi tắt là: Vietbank) là một ngân hàng thương mại cổ phần được thành lập từ năm 2007. Quý III/2022 được Ngân hàng nhà nước (NHNN) chấp thuận tăng vốn điều lệ tối đa thêm 1.003 tỷ đồng lên 5.780 tỷ đồng

## Quá trình hình thành và phát triển
- Ngày 02/2/2007, Ngân hàng TMCP Việt Nam Thương Tín (VIETBANK) chính thức được thành lập tại số 35 Trần Hưng Đạo, thành phố Sóc Trăng, tỉnh Sóc Trăng.
- Ngày 18/2/2009, khai trương chi nhánh TP Hồ Chí Minh tại số 02 Thi Sách, phường Bến Nghé, quận 1.
- Ngày 26/2/2009, khai trương chi nhánh Hà Nội - chi nhánh đầu tiên của VIETBANK tại khu vực miền Bắc.
- Ngày 12/3/2009, khai trương chi nhánh Cần Thơ - chi nhánh thứ hai của VIETBANK tại khu vực miền Tây.
- Ngày 7/4/2009, khai trương chi nhánh Hải Phòng.
- Ngày 15/4/2009, khai trương chi nhánh Đà Nẵng - chi nhánh đầu tiên của VIETBANK tại khu vực miền Trung.
- Ngày 4/6/2010, khai trương Chi nhánh Khánh Hòa.
- Ngày 8/6/2010, khai trương Chi nhánh Bà Rịa – Vũng Tàu - chi nhánh đầu tiên của VIETBANK tại khu vực Đông Nam Bộ.
- Ngày 29/9/2010, khai trương Chi nhánh Long An.
- Ngày 8/11/2010, khai trương chi nhánh Nghệ An.

Tính đến hết quý III năm 2011, VIETBANK đã có 91 điểm giao dịch tại khắp các vùng kinh tế trọng điểm trên toàn quốc.

## Ban lãnh đạo (hiện nay)
Chủ tịch HĐQT: Dương Nhất Nguyên
Tổng Giám đốc: Trần Tuấn Anh

## Giải thưởng
- Ngân hàng lõi tốt nhất Việt Nam 2021